# Unchained (album)
Unchained je drugi album Johnnyja Casha snimljen za American Recordings 1996. Casha na albumu prate Tom Petty and the Heartbreakers. Kao i sve Cashove albume u American seriji, i ovaj je producirao Rick Rubin. Unchained se više fokusira na obrade, a manje na originalni materijal nego prvi album u serijalu.
Osim tri Cashove vlastite skladbe, Unchained uključuje pjesme Soundgardena ("Rusty Cage") i Becka ("Rowboat"), kao i gostovanje Fleae, basista Red Hot Chili Peppersa, na "Spiritual", te Lindsay Buckingham i Micka Fleetwooda iz Fleetwood Maca, na "Sea of Heartbreak". Na albumu se našao i klasik Hanka Snowa iz 1962., "I've Been Everywhere", autora Geoffa Macka.
Iako su ga ignorirale gotovo sve country radio postaje i establišment u Nashvilleu, Unchained je osvojio Grammy za najbolji country album. Cash i American Recordings su nakon osvajanja Grammyja poslali poruku "zahvale" industriji country glazbe u Nashvilleu u obliku slavne fotografije na kojoj Cash pokazuje srednji prst koja je snimljena tijekom nastupa u zatvoru San Quentin 1969.

## Popis pjesama
| 1.    | »Rowboat«                                | Beck                                                       | 3:44 |
| 2.    | »Sea of Heartbreak«                      | Hal David/Paul Hampton                                     | 2:42 |
| 3.    | »Rusty Cage«                             | Chris Cornell                                              | 2:49 |
| 4.    | »The One Rose (That's Left in My Heart)« | Del Lyon/Lani McIntire                                     | 2:26 |
| 5.    | »Country Boy«                            | Johnny Cash                                                | 2:31 |
| 6.    | »Memories Are Made of This«              | Richard Dehr/Terry Gilkyson/Frank Miller                   | 2:19 |
| 7.    | »Spiritual«                              | Josh Haden                                                 | 5:06 |
| 8.    | »The Kneeling Drunkard's Plea«           | Maybelle Carter/Anita Carter/Helen Carter/June Carter Cash | 2:32 |
| 9.    | »Southern Accents«                       | Tom Petty                                                  | 4:41 |
| 10.   | »Mean Eyed Cat«                          | Johnny Cash                                                | 2:33 |
| 11.   | »Meet Me in Heaven«                      | Johnny Cash                                                | 3:21 |
| 12.   | »I Never Picked Cotton«                  | Bobby George/Charles Williams                              | 2:39 |
| 13.   | »Unchained«                              | Jude Johnstone                                             | 2:51 |
| 14.   | »I've Been Everywhere«                   | Geoff Mack                                                 | 3:17 |
| 41:11 |                                          |                                                            |      |

## Izvođači
- Johnny Cash - vokali, akustična gitara
- Tom Petty - vokali, akustična gitara, električna gitara
- Mike Campbell - akustična gitara, električna gitara, dobro, mandolina
- Marty Stuart - akustična gitara, električna gitara, bas
- Lindsey Buckingham - akustična gitara
- Howie Epstein - akustična gitara, bas
- Curt Bisquera, Steve Ferrone - perkusije, bubnjevi
- Mick Fleetwood, Juliet Prater - perkusije
- Flea - bas
- Benmont Tench - orgulje, klavir, harmonium, Vox Continental

## Ljestvice
Album - Billboard (Sjeverna Amerika)
| Godina | Ljestvica          | Pozicija |
| ------ | ------------------ | -------- |
| 1996.  | Billboard 200      | 170      |
| 1996.  | Top country albumi | 26       |